# Connie Mack IV

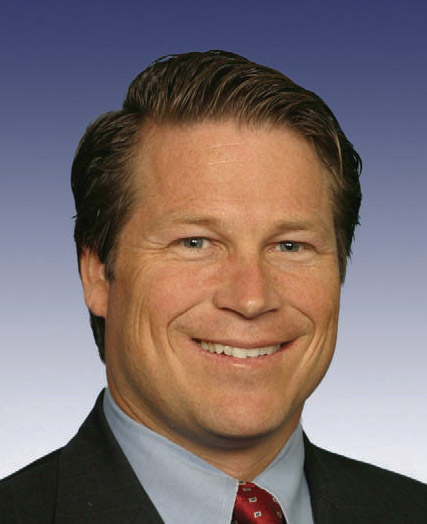
Connie Mack IV

Connie Mack IV (* 12. August 1967 in Fort Myers, Florida; eigentlich: Cornelius Harvey McGillicuddy IV) ist ein US-amerikanischer Politiker der Republikanischen Partei. Von 2005 bis 2013 vertrat er den 14. Kongresswahlbezirk Floridas im US-Repräsentantenhaus. Bei der Wahl zum US-Senat 2012 unterlag er dem demokratischen Mandatsinhaber Bill Nelson.

## Familie, Ausbildung und Beruf
Connie Mack ist Mitglied einer bekannten Politikerfamilie. Sein Vater Connie Mack III (* 1940) saß für den Staat Florida zwischen 1983 und 2000 in beiden Kammern des Kongresses. Sein Urgroßvater Morris Sheppard (1875–1941) vertrat zwischen 1901 und 1941 den Staat Texas ebenfalls in beiden Kongresskammern und sein Ururgroßvater John Levi Sheppard (1852–1902) war von 1899 bis 1902 Kongressabgeordneter für Texas. Wie sein Vater trägt Mack nicht seinen eigentlichen Namen, sondern einen Rufnamen. Dies geht auf seinen Urgroßvater Connie Mack zurück, eine der größten Persönlichkeiten im amerikanischen Baseballsport, der seinen Geburtsnamen nie offiziell änderte, unter diesem aber praktisch nicht bekannt war.
Mack studierte bis 1993 an der University of Florida in Gainesville. Danach arbeitete er als Geschäftsmann im Marketingbereich.
Connie Mack hat aus erster Ehe zwei Kinder. Von 2007 bis 2015 war er mit der kalifornischen Kongressabgeordneten Mary Bono Mack verheiratet, der Witwe von Sonny Bono.

## Politische Laufbahn
Zwischen 2000 und 2003 war Mack Abgeordneter im Repräsentantenhaus von Florida. Bei den Kongresswahlen des Jahres 2004 wurde er im 14. Wahlbezirk von Florida in das US-Repräsentantenhaus in Washington, D.C. gewählt, wo er am 3. Januar 2005 die Nachfolge von Porter Goss antrat. Mack war Mitglied im Haushaltsausschuss, im Auswärtigen Ausschuss und im Ausschuss für Verkehr und Infrastruktur.
Nach drei Wiederwahlen (zuletzt 2010) endete sein Mandat im Kongress am 3. Januar 2013, da er bei der Wahl 2012 nicht mehr für diesen Sitz antrat. Stattdessen bewarb er sich um einen Sitz im US-Senat. Bei der Senatswahl im November 2012 unterlag Connie Mack dem Amtsinhaber Bill Nelson deutlich.

## Nach der Politik
Nach seinem Ausscheiden aus dem Kongress wurde Mack Lobbyist für verschiedene Firmen, unter anderem solche, die ausländische Regierungen berieten und ihnen Einfluss in der amerikanischen Politik zu verschaffen versuchten. So arbeitete Mack ab 2015 registriert als Foreign Agent als Sprecher der ungarischen Regierung unter Viktor Orbán in den Vereinigten Staaten, verdiente 2015 über eine Million Dollar und war damit unter den zehn bestverdienenden früheren Kongressabgeordneten.

## Belege
1. ↑  Kevin Bogardus: Former Rep. Connie Mack joins lobby firm. In: The Hill, 15. April 2013
2. ↑  Megan R. Wilson: Hungary taps ex-congressman as US spokesman. In: The Hill, 16. September 2015
3. ↑  Joseph J. Schatz, Benjamin Oreskes: Want to be a ‘foreign agent’? Serve in Congress first. In: Politico, 10. Februar 2016.

| Personendaten    | Personendaten                                       |
| ---------------- | --------------------------------------------------- |
| NAME             | Mack, Connie IV                                     |
| ALTERNATIVNAMEN  | McGillicuddy, Cornelius Harvey IV (wirklicher Name) |
| KURZBESCHREIBUNG | US-amerikanischer Politiker                         |
| GEBURTSDATUM     | 12. August 1967                                     |
| GEBURTSORT       | Fort Myers, Florida                                 |